# Heinz Reitbauer (Koch)
Heinz Reitbauer (* 23. August 1970 in Wien) ist ein österreichischer Koch und Patron. Von 2014 bis 2017 war sein Restaurant Steirereck als bestes Restaurant Österreichs ausgezeichnet.

## Leben
Heinz Reitbauer besuchte die Hotelfachschule im bayrischen Altötting und begann anschließend seine Lehre im elterlichen Restaurant Steirereck in Wien, die er bei Karl und Rudi Obauer in Werfen abschloss. Seine Wanderjahre zwischen 1989 und 1992 verbrachte er bei Alain Chapel in Mionnay, Anton Mosimann in London, bei Joël Robuchon und im Laurent in Paris. Anschließend kehrte er in das Steirereck zurück und begann die Planungen für das Steirereck am Pogusch in Turnau, das er 1996 als Chef de Cuisine eröffnete. 2001 übernahm er die Geschäftsleitung des Restaurant Steirereck in Pogusch von seinen Eltern.

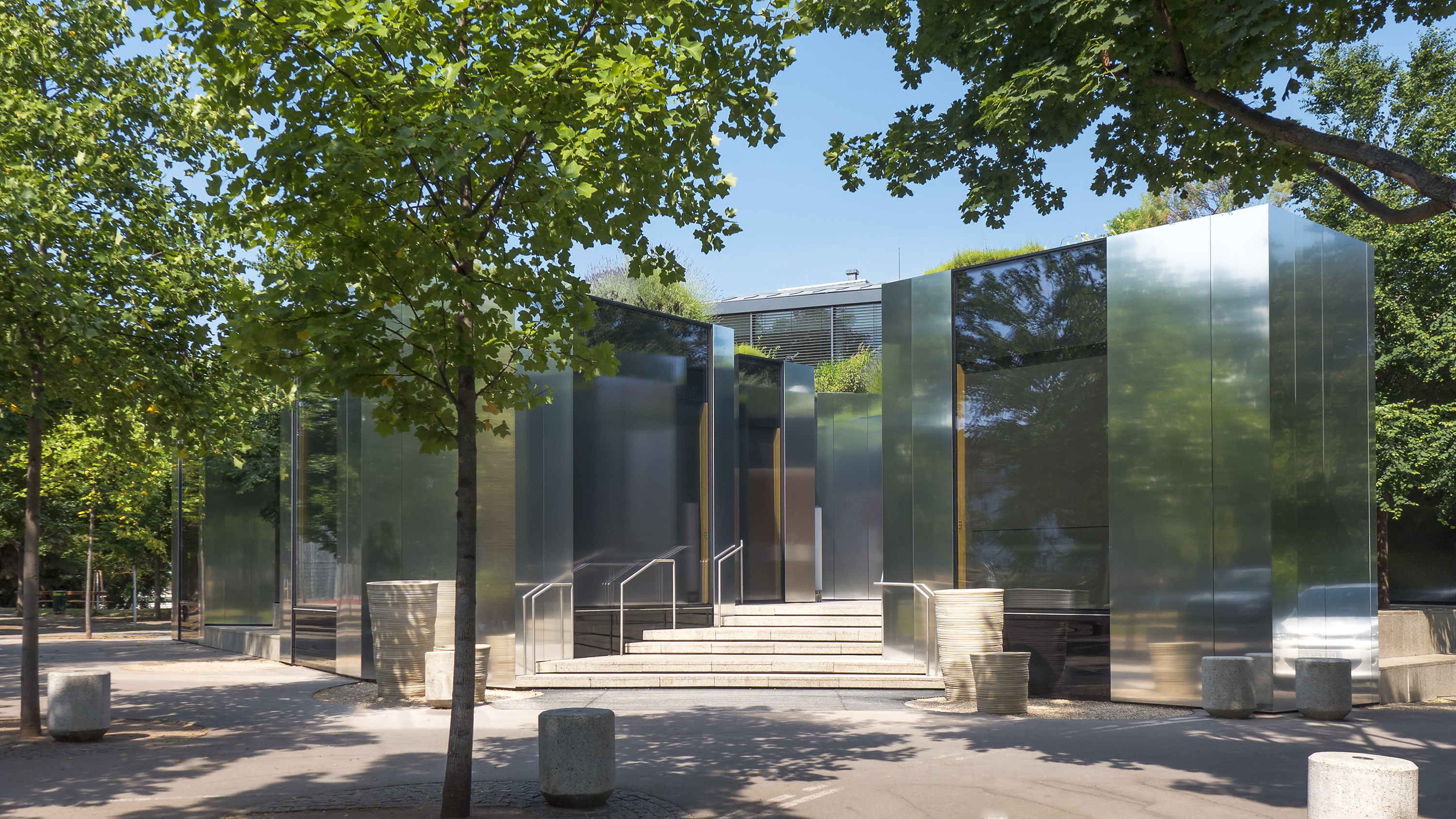
Restaurant Steirereck

2005 wechselte er zum Restaurant Steirereck nach Wien und beerbte Helmut Österreicher als Chef de Cuisine im Steirereck. Er verlegte das Restaurant von der Rasumofskygasse, Ecke Weißgerberlände, in die Meierei im Stadtpark.
2014 wurde der Terrassenbereich des Restaurants Steirereck durch einen polygonalen verspiegelten Pavillon ersetzt. Seit September 2023 ist Michael Bauböck Co-Küchenchef.
Heinz Reitbauer ist mit Birgit Reitbauer verheiratet und Vater von drei Kindern.

## Auszeichnungen
- 1999: Trophée Gourmet[1]
- 2009: San Pellegrino World's Top 50 Restaurants[8] (Spitzenplatz: 9 im Jahr 2013[9] und 2016[10])
- 2010: Zwei Michelinsterne für das Restaurant Steirereck[11]
- 2012: Slow Food Award[12]
- 2014: ECKART[13]
- 2016: Koch des Jahrzehnts, Gault Millau[13]
- 2025: Drei Michelinsterne für das Restaurant Steirereck[14]

## Publikationen
- Das Beste vom Steirereck. Band 15 aus Österreich. Die Bibliothek der großen Köche. Live-Verlag 2006.